# Georgetown Ibayani FC
Georgetown Ibayani Football Club – nieistniejący już belizeński klub piłkarski z siedzibą we wsi George Town, w dystrykcie Stann Creek. Funkcjonował w latach 2007–2010. Domowe mecze rozgrywał w oddalonej o 20 kilometrów wsi Independence, na obiekcie Michael Ashcroft Stadium.

## Osiągnięcia
- wicemistrzostwo Belize (1): 2010 S

## Historia
Klub został założony w 2007 roku. Od razu przystąpił do najwyższej klasy rozgrywkowej Belize Football Premier League, dość szybko zostając czołowym klubem w lidze. Największy sukces osiągnął w wiosennym sezonie 2010 Spring, kiedy to zdobył wicemistrzostwo Belize. Bezpośrednio po tym wycofał się z rozgrywek ligi belizeńskiej i zakończył swoją działalność.